# Bourbon Santos
Bourbon Santos – południowoamerykańska odmiana kawy arabika, najwyższą jakość osiągająca w Brazylii.
Jest to odmiana drobnoziarnista, którą uprawia się w rejonie São Paulo. Charakteryzuje się łagodnym i słodkawym naparem, bez wyraźniejszej kwasowości, chwalonym za znakomity smak. Zaliczana jest do najlepszych kaw pochodzących z Brazylii. 
Ziarna są niewielkie, częstokroć z czerwonawą bruzdką, o wybarwieniu od ciemno- do jasnozielonego (zależy to od wysokości położenia plantacji).